# Socialistická alternativa Budoucnost
Socialistická alternativa Budoucnost (SAB) je česká trockistická skupina, usilující o změnu společnosti na „dělnickou demokracii, založenou na demokratickém plánu výroby, spolupráci a rovnosti“. SAB vznikla roku 1990 ze středoškolských studentů aktivních v dění listopadového převratu, kteří byli členy Uhlovy Levé alternativy. Od roku 1994 je Budoucnost členem mezinárodní trockistické asociace CWI.